# JVC
Japan Victor Company Ltd. (JVC) (яп. 日本ビクター株式会社 Ніхон бікута: кабусікігайся) — колишня японська компанія, розробник формату відеозапису VHS. Мала головний офіс в Йокогамі.
Заснована в 1927 році.
З середини 60-х років контрольний пакет належить компанії Matsushita (власнику торговельної марки Panasonic).

## Діяльність
Компанія випускала побутову, комп'ютерну, аудіо- і відеотехніку, програмне забезпечення, медіа-продукцію.
Загальна кількість персоналу — 34,5 тис. чол. (2005). Виручка в фінансовому році, який скінчився 31 березня 2005, склала 840 млрд єн.